# All My Best (album Ricky’ego Nelsona)
All My Best – album muzyczny autorstwa Ricky’ego Nelsona z 1985 roku. Choć płyta jest zbiorem największych przebojów piosenkarza, nie jest kompilacją, ale nowym nagraniem studyjnym. Album ten jest ostatnim nagranym albumem przez Nelsona. 

## Utwory
| A1  | Travelin' Man                |
| A2  | Hello Mary Lou               |
| A3  | Poor Little Fool             |
| A4  | Stood Up                     |
| A5  | You Are The Only One         |
| A6  | It's Late                    |
| A7  | You Know What I Mean         |
| A8  | Young World                  |
| A9  | Lonesome Town                |
| A10 | I Got A Feeling              |
| A11 | Just A Little Too Much       |
| B1  | Believe What You Say         |
| B2  | It's Up To You               |
| B3  | Waitin' In School            |
| B4  | Never Be Anyone Else But You |
| B5  | Don't Leave Me This Way      |
| B6  | Fools Rush In                |
| B7  | Teenage Idol                 |
| B8  | I'm Walkin'                  |
| B9  | Mighty Good                  |
| B10 | Sweeter Than You             |
| B11 | Garden Party                 |